# Órgano portátil

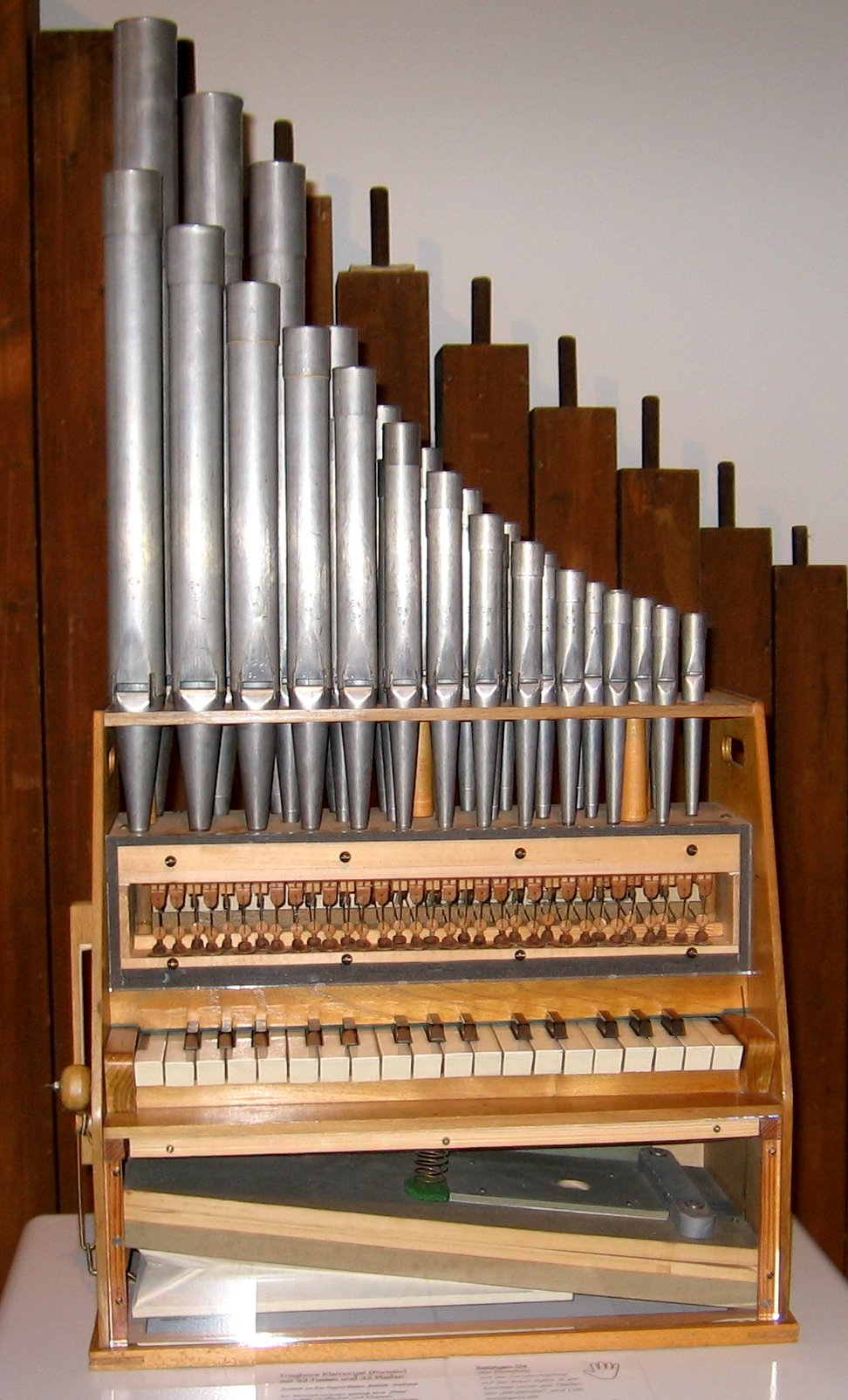
Órgano portátil.

El órgano portátil, órgano portativo, órgano de mano u órgano de cuello es un órgano de reducidas dimensiones, usado durante la Edad Media y el Renacimiento. Es un instrumento de viento mixto.

## Historia
El órgano portátil apareció aproximadamente en el transcurso del siglo XIII, y su uso se generalizó en el siglo XIII y XIV, desapareciendo prácticamente a mediados del siglo XVI, debido al desarrollo y la multiplicación de otros órganos.
Los primeros datos de la presencia del órgano en la Península ibérica datan de mediados del siglo XIII. Estuvo muy presente en la corte de la Corona de Aragón, donde se conocía como orgue de coll (órgano de cuello) u orgue de mà (órgano de mano).

## Descripción
Es un instrumento de la época medieval de viento mixto. El teclado del órgano portátil, que no solía sobrepasar las dos octavas, era selectivo y funcionaba con botones y en el Renacimiento con teclas. A cada una de las teclas le correspondía un tubo, generalmente, hecho de metal. Estos tubos solían disponerse formando una o dos hileras (aunque hay algunos ejemplares italianos que presentan tres), e incluso parece que más de un registro (más de un tubo por tecla).
Para ejecutar este pequeño órgano, el intérprete lo llevaba colgado del cuello u hombro o apoyado sobre el muslo u otro apoyo, y se tañía con los dedos de la mano derecha, mientras que la izquierda accionaba un fuelle situado en la parte posterior o inferior (por este motivo, se empleaba para acompañar actos procesionales o formando parte de pequeños grupos instrumentales).